# Göring-Programm
Das Göring-Programm (auch: erweitertes Luftwaffenprogramm) war ein gescheiterter deutscher Plan im Zweiten Weltkrieg vom 23. Juni 1941 zur Vervierfachung der deutschen Luftwaffe innerhalb von zwei bis zweieinhalb Jahren zum Kampf gegen die Westmächte. Er basierte auf einer geplanten Verlagerung des Rüstungsschwerpunktes vom Heer auf die Luftwaffe und Marine. Nach dem Scheitern des Blitzkrieges gegen die Sowjetunion in der Schlacht um Moskau musste es aufgegeben werden.

## Entstehung und Wirkung des Göring-Programms
Für das Unternehmen Barbarossa war am 28. September 1940 das „Rüstungsprogramm B“ erlassen worden, welches die „Bereitstellung der Rüstung für 180 Feld- und entsprechende Besatzungsdivisionen bis Frühjahr 1941“ vorsah und den Rüstungsschwerpunkt auf das Heer legte.
Im Oktober 1940 hatte der Luftfahrtindustrielle Friedrich Siebel eine Denkschrift an Ernst Udet geschrieben in der er anmahnte Roosevelts Ankündigung eine Luftflotte von 50.000 Flugzeugen aufzubauen ernst zu nehmen und eine rechtzeitige Vervielfachung der Luftrüstung das Schicksal Deutschlands entscheiden werde, dafür seien dramatische Schritte erforderlich. Der tief beeindruckte Udet legte die Denkschrift Hitler vor, der jedoch sofort einen Rechenfehler entdeckte und daraus schlussfolgerte, dass die USA nicht über die notwendige Menge an Leichtmetallen verfügen würden. Siebels Forderungen, die sich Udet und Todt zu eigen machten, liefen auf die Einsetzung eine Rüstungsdiktators hinaus, und Siebel hoffte, dass Göring mit der „Wucht seiner Persönlichkeit“ alles als richtig erkannte durchsetzen werde.
Mit dem Erlass über das „erweiterte Luftwaffenprogramm“ vom 20. Juni 1941, zwei Tage vor dem Angriff auf die Sowjetunion und der Weisung Nr. 32b vom 14. Juli 1941, befahl Hitler die Verlagerung des Schwerpunktes der Rüstung vom Heer auf die Luftwaffe.
Am 23. Juni 1941 lag dazu das Göring-Programm vor. Der erste Schritt, das sogenannte „Elch-Programm“, sah eine Verdoppelung der Flugzeugproduktion von 1200 Flugzeugen auf 2400 Flugzeuge pro Monat vor. Am 1. Juni 1942 sollten schließlich monatlich 3000 Flugzeuge produziert werden.
Der Plan hatte drei Eckpfeiler:
1. Den Bau dreier neuer Flugzeugfabriken und eines Flugzeugmotorenwerkes mit einer Kapazität von 1000 Motoren monatlich.
2. Verdoppelung der Leichtmetallerzeugung von 531.000 Tonnen im Jahr durch den Leichtmetall-Ausbauplan.
3. Steigerung der Erzeugung von Flugbenzin von 160.000 t monatlich auf 390.000 t durch den Flugtreibstoff-Ausbauplan.

Der Leichtmetallausbauplan sah die Steigerung der Produktion hauptsächlich in Norwegen, wegen seiner reichen Energiequellen, vor. Das Bauxit sollte vorwiegend aus Ungarn herantransportiert werden.
Der Flugtreibstoff-Ausbauplan, unter Leitung des Aufsichtsratsvorsitzenden der I.G. Farben Carl Krauch, sah die Lieferung von 4 Millionen Jahrestonnen Erdöl aus der Sowjetunion über eine Pipeline von Odessa nach Schlesien und Brüx im Sudetenland vor. Zur Verarbeitung sollten mehrere große Erdölverarbeitungsanlagen errichtet werden. Der General Georg Thomas meinte dazu:

„Ohne Besitz des Kaukasus hat es keinen Zweck mehr, das Flugbenzinprogramm von Krauch weiter zu verfolgen“

Die hohe Zahl an Flugzeugen sollte vor allem durch Massenproduktion und Einschränkung auf wenige Flugzeugtypen erreicht werden. Am 22. Mai 1941 wurde dazu der „Industrierat für die Luftwaffenindustrie“ gebildet, dem u. a. William Werner, Karl Frydag, Hans Heyne, Rudolf Egger-Büssing, Rudolf Lahs und Albert Vögler angehörten.

## Umsetzung
Nach Rolf-Dieter Müller sind „die Umsteuerungsbemühungen zugunsten der Luftwaffe“ „mehr oder weniger wirkungslos verpufft“ Am 22. Oktober wurde in einem Gespräch zwischen Erhard Milch und General Thomas festgestellt, dass eine Umstellung bisher noch nicht stattgefunden hat. Am 10. November 1941 stellte man im Wehrwirtschafts- und Rüstungsamt fest, dass das Heer „praktisch keine nennenswerten Kapazitäten und Arbeitskräfte frei“ gab.
Der Führerbefehl „Rüstung 1942“ vom 10. Januar 1942 legte den Rüstungsschwerpunkt auf das Heer. Damit war die Umrüstung und das Göring-Programm endgültig gescheitert. Im Januar 1943 erließ Hitler das Adolf-Hitler-Panzerprogramm zur Vervierfachung der Produktion von Panzerfahrzeugen.

## Beurteilung
Für Bernhard R. Kroener scheiterte die Umrüstung an technischen Schwierigkeiten, ganze Produktionszweige kurzfristig umzustellen, und den „bürokratischen und politischen Hemmnissen und Reibungsverlusten“, die sich aus der nationalsozialistischen Polykratie ergaben. Die Entwicklung im Osten hob Kroener zufolge „vollends“ „sämtliche Prämissen auf, die die Grundlage dieses Befehls gebildet hatten“
Für den marxistischen Historiker Dietrich Eichholtz hingegen waren es primär „die militärischen Ereignisse an der deutsch-sowjetischen Front“, verursacht durch den „heldenmütigen Widerstand des Sowjetvolkes“, die den Plan scheitern ließen, und weniger die mangelnde Konzentration der Regulierungsgewalt, die für ihn aus der „Konkurrenzgesetzlichkeit des Systems“ entsprang. Nach Ansicht von Olaf Groehler wollten die „aggressivsten Teile des deutschen Imperialismus“ mit dem Göring-Programm die „Weltluftherrschaft“ ergreifen. Die Umsteuerungsbemühungen scheiterten jedoch am Widerstand von Monopolgruppierungen, die besonders eng mit der Heeres- und Marinerüstung verflochten waren.
Kurt von Tippelskirch schreibt, dass die deutsche Kriegführung ganz von dem „Nach Barbarossa“-Gedanken beherrscht wurde. Man wollte nach der mit „Sicherheit erwarteten russischen Niederlage“ das Schwergewicht der Industrie auf Luftwaffe und U-Boote legen. Während die Luftwaffe im Osten und in Nordafrika um den Sieg rang, entstand die erdrückende Überlegenheit der Luftwaffen der Westmächte.

## Wirtschafts- und Rüstungspläne der NS-Zeit
Im nationalsozialistischen Deutschland wurde sukzessive eine Zentralverwaltungswirtschaft mit wirtschaftslenkender Gesetzgebung ausgebaut. Als Neuer Plan wurde 1934 der Weg vorgezeichnet, es folgte der Vierjahresplan von 1936, der Schnellplan von 1938 und der Schell-Plan im Jahre 1939.
Das Göring-Programm war eines der Programme mit denen die deutsche Wirtschaft koordiniert werden sollte. Die Expansion der Kriegswirtschaft wurde von etlichen weiteren Programmen begleitet. Die Koordination dieser Pläne und die Gewichtung von Interessen sollte ab 1942 beim Ausschuss für Zentrale Planung im Reichsministerium für Rüstung und Kriegsproduktion erfolgen. Der Überblick der Pläne ist teilweise schwer nachvollziehbar, wobei etliche dieser Pläne in Personal- oder Amtsunion von Wehrwirtschaftsführern sowie in fusionierten Wirtschaftsgebilden wie den Reichswerken Hermann Göring betreut und umgesetzt werden sollten. Dass es dabei zu Konkurrenzsituationen kam, ist insbesondere zum Thema Luftrüstung vs. Panzerrüstung und zum Wirken von Konstrukteuren wie Ferdinand Porsche oder Hans Ledwinka bekannt. Wie im Bereich der Kraftfahrzeugfertigung waren auch die Betriebe in annektierten oder besetzen Gebieten betroffen, wie es bei Unternehmen wie den Österreichischen Saurerwerken und Škoda sowie Tatra der Fall war. Nachfolgend eine unvollständige Übersicht der Pläne:
| 1938        | 1939        | 1940               | 1941            | 1942          | 1943                        | 1944                    |
| ----------- | ----------- | ------------------ | --------------- | ------------- | --------------------------- | ----------------------- |
| Schnellplan | Schell-Plan | Rüstungsprogramm B | Göring-Programm | Iwan-Programm | Adolf-Hitler-Panzerprogramm | Mineralölsicherungsplan |